# Liste der Monuments historiques in Saint-Chéron (Essonne)
Die Liste der Monuments historiques in Saint-Chéron (Essonne) führt die Monuments historiques in der französischen Gemeinde Saint-Chéron auf.

## Liste der Bauwerke
| Bezeichnung                  | Beschreibung | Standort | Kennzeichnung | Schutzstatus | Datum | Bild |
| ---------------------------- | ------------ | -------- | ------------- | ------------ | ----- | ---- |
| Château de Baville (Schloss) |              | (Lage)   | PA00088054    | Inscrit      | 1990  |      |
| Maison Ciceri                |              | (Lage)   | PA00087997    | Inscrit      | 1989  |      |

## Liste der Objekte
- Monuments historiques (Objekte) in Saint-Chéron (Essonne) der Base Palissy des französischen Kultusministeriums